# Сервий Сулпиций Галба (консул 108 пр.н.е.)
Вижте пояснителната страница за други личности с името Сервий Сулпиций Галба.
Сервий Сулпиций Галба (на латински: Servius Sulpicius Galba) e политик на Римската република през 2 век пр.н.е.

## Биография
Произлиза от клон Галба на патрициианската фамилия Сулпиции. Син е на Сервий Сулпиций Галба (консул 144 пр.н.е.). Фамилията му притежава големи градини южно от Авентин, където стои един намерен гробен надпис. Вторият надпис е намерен до рождената къща на неговия роднина император през 68 г. Галба близо до Терачина.
През 111 пр.н.е. е претор и става управител на провинция Далечна Испания. През 108 пр.н.е. е избран за консул заедно с Квинт Хортензий. Понеже колегата му бил съден, няма право да започне службата си и избират на неговото място за суфектконсул Марк Аврелий Скавър.